# San Rocchino
San Rocchino (fino al 2013, San Rocchino-Costalunga) è un quartiere di Brescia, comprendente l'area degli ospedali (Spedali Civili di Brescia, «Città di Brescia» e «Domus Salutis») e la località Costalunga.

## Geografia fisica
Il quartiere si estende a nord della fascia pedemontana dei Ronchi e del Monte Maddalena sviluppandosi in parte sulla pianura verso il torrente Garza.
L'area è delimitata a est, da via Guglielmo Marconi, via Attilio Tosoni e da via Bonizzardi, comprendendo sia l'Ospedale Civile sia la clinica «Città di Brescia»; a nord, dall'Ospedale Civile, via Riccobelli e dalla fascia pedemontana della Maddalena fino al Ronco Fiorentino. A ovest e a sud, il confine è delimitato dalla fascia pedemontana dei ronchi Goletto e San Gottardo.
Il torrente Celato attraversa il territorio del quartiere su un percorso parzialmente tombinato.

## Origini del nome
Il toponimo deriva dalla chiesa di San Rocchino, presente in zona già nel Seicento.

## Storia
Nel XIII secolo, l'area di Costalunga era detta "Cogolo" o "Quintasio in Costalonga". Nel XV secolo per iniziativa di un eremita, l'ex soldato di ventura Marino di Montelupo, fu edificato un oratorio dedicato a san Bernardo attorno al quale si sviluppò un piccolo borgo. Fino al Novecento, l'area rimase rurale, caratterizzata da alcune ville padronali. Negli anni Trenta, iniziò la costruzione dell'Ospedale Civile, che fu aperto completamente nel 1954, mentre lo sviluppo urbanistico arrivò negli anni Sessanta, con la costruzione di un villaggio «La Famiglia» sotto i dettami di Ottorino Marcolini.
La nascita del consiglio di quartiere risale al luglio 1972, quando il consiglio comunale votò l'istituzione di tali organismi su tutto il territorio cittadino. San Rocchino-Costalunga fu uno dei quartieri più popolosi, con più di 14 000 abitanti, e le elezioni si tennero il 24 novembre 1974. Tre anni dopo, la Giunta Trebeschi recepì la legge 278/1976, istituendo le nuove circoscrizioni. Il quartiere fu assegnato alla Seconda circoscrizione, assieme a Crocifissa di Rosa, Mompiano e il Villaggio Prealpino.
Nel 2007, la giunta Corsini ridusse il numero delle circoscrizioni portandole da nove a cinque: San Rocchino-Costalunga fu assegnata alla nuova Circoscrizione Nord.
Sette anni dopo, a seguito dell'abolizione delle circoscrizioni per i nuovi limiti imposti dalla legge 191/2009, la Giunta Del Bono decise di ricostituire gli organi consultivi di rappresentanza dei quartieri. Le prime elezioni del consiglio di quartiere, con l'occasione ribattezzato semplicemente San Rocchino, si tennero in tutta la città il 14 ottobre.

## Monumenti e luoghi d'interesse

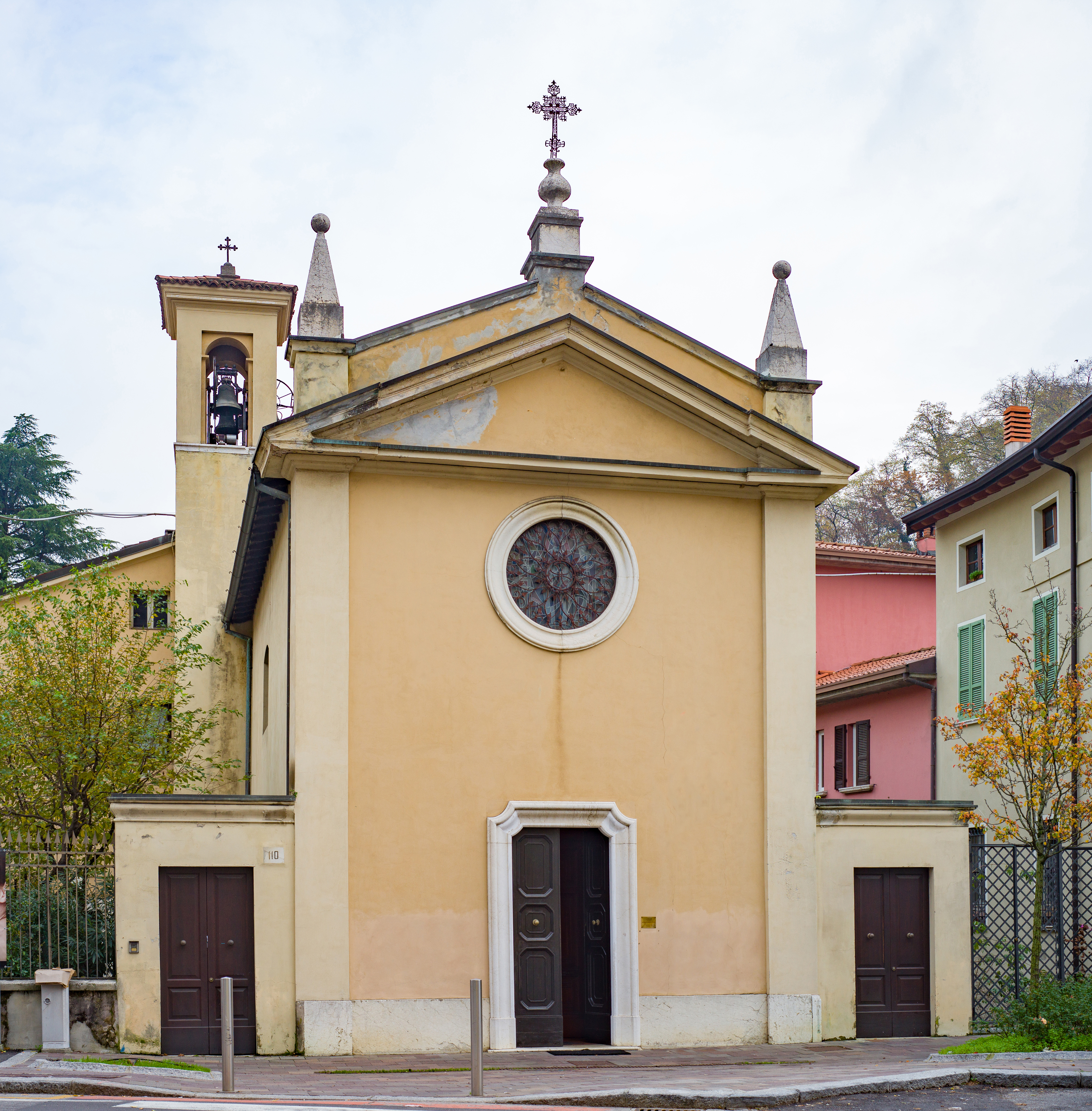
Facciata della chiesa di San Rocchino

### Architetture religiose
- Chiesa di san Rocchino, edificio del Quattrocento.
- Chiesa di san Bernardo di Chiaravalle, l'edificio originario era del Quattrocento, ma è stato riedificato nella prima metà dell'Ottocento.
- Chiesa della Santissima Trinità (Brescia), consacrata nel 1961.
- Monastero delle Suore della Visitazione

### Architetture civili
- Spedali Civili di Brescia, costruito fra gli anni Trenta e Cinquanta del Novecento.
- Città di Brescia, clinica costruita negli anni Cinquanta del Novecento.
- Domus Salutis.

## Società

### Religione
Il quartiere è suddiviso fra due parrocchie appartenenti alla Diocesi cattolica di Brescia: quella di san Bernardo di Chiaravalle e quella della santissima Trinità.

## Infrastrutture e trasporti
La parte occidentale del quartiere è attraversata dalla linea metropolitana che percorre, parzialmente in galleria e in trincea coperta, via san Rocchino, via Schivardi e viale Europa. Nei pressi del Civile sorge la stazione dell'Ospedale.
L'Ospedale è servito anche dalle linee 10 e 15 della rete di trasporto urbano della città di Brescia. Il villaggio Marcolini della località Costalunga è capolinea della linea 17.